# قائمة إصدارات الطوابع في العراق (2021- حتى الآن)
هذه قائمة بإصدارات الطوابع في العراق للفترة 2021-حتى الآن:

## إصدارات 2021
بلغ عدد إصدارات سنة 2021 ثلاثة عشر إصدارا وقد ضمت 30 طابعا وسبع بطاقات.

### إصدار أبي مهدي المهندس
أصدر طابع واحد في ذكرى مرور عام واحد على مقتل أبي مهدي المهندس في حادثة قصف طريق المطار:
| # | تاريخ الإصدار       | الوصف | الصورة | القيمة     | كمية الإصدار | الأبعاد     |
| - | ------------------- | --- | ------ | ---------- | ------------ | ----------- |
| 1 | 3 كانون الثاني 2021 | طابع عراقي متعدد الألوان يحتوي على صورة أبي مهدي المهندس ومكتوب عليه عبارة "الذكرى السنوية الأولى لاستشهاد قائد قوات الحشد الشعبي أبو مهدي المهندس". |        | 1500 دينار | 5000         | 40 * 30 ملم |

### إصدارات عيد الميلاد
أصدر طابعان وبطاقة تذكارية واحدة لمناسبة أعياد الميلاد، وهي من تصميم سعد غازي، وقد توفر في صحيفة طوابع في الطابعين متناوبين ومتجاورين في الصحيفة:
| # | تاريخ الإصدار        | الوصف                                                                                          | الصورة | القيمة     | كمية الإصدار |
| - | -------------------- | ---------------------------------------------------------------------------------------------- | ------ | ---------- | ------------ |
| 2 | 20 كانون الثاني 2021 | طابع عراقي متعدد الألوان يحتوي على صورة شجرة عيد الميلاد مع عبارة "أعياد الميلاد المجيد".      |        | 500 دينار  | غير متوفر    |
| 3 | 20 كانون الثاني 2021 | طابع عراقي متعدد الألوان يحتوي على رسم تعبيري عن ميلاد الميسح مع عبارة "أعياد الميلاد المجيد". |        | 1000 دينار | غير متوفر    |

أما البطاقة التذكارية:
| # | تاريخ الإصدار | الوصف | الصورة | القيمة     | كمية الإصدار |
| - | ------------- | --- | ------ | ---------- | ------------ |
| - | 2021          | بطاقة تذكارية ملونة يفلب عليعا اللون الأزرق تصور مشعدا يعبر عن ميلاد المسيج مع عبارة "أعياد الميلاد المجيد". |        | 1000 دينار | 3000         |

### إصدارات علماء الدين العراقيين
أصدرت ثلاثة طوابع تحمل صورة علماء دين عراقيين راحلين، والطوابع من تصميم سعد غازي:
| # | تاريخ الإصدار | الوصف | الصورة | القيمة     | كمية الإصدار |
| - | ------------- | --- | ------ | ---------- | ------------ |
| 4 | 17 شباط 2021  | طابع عراقي يحتوي على صورة المرجع العراقي محمد باقر الصدر ومكتوب عليها عبارة "المفكر الإسلامي الشهيد محمد باقر الصدر 1935-1980". |        | 1500 دينار | 3000         |
| 5 | 17 شباط 2021  | طابع عراقي يحتوي على صورة المرجع العراقي محمد الصدر ومكتوب عليها عبارة "الشهيد السيد محمد محمد صادق الصدر 1943-1999"            |        | 1500 دينار | 3000         |
| 6 | 17 شباط 2021  | طابع عراقي يحتوي على صورة العالم والسياسي العراقي محمد باقر الحكيم ومكتوب عليها عبارة "شهيد المحراب محمد باقر الحكيم 1939-2003" |        | 1500 دينار | 3000         |

### إصدارات عيد الجيش
أصدرت أربعة طوابع وبطاقة تذكارية واحدة لمناسبة عيد الجيش العراقي، والطوابع من تصميم حيدر ماجد:
| #  | تاريخ الإصدار | الوصف | الصورة | القيمة     | كمية الإصدار |
| -- | ------------- | --- | ------ | ---------- | ------------ |
| 7  | 15 آذار 2021  | طابع عراقي بخلفية زرقاء صدر بمناسبة مرور مئة عام على تأسيس الجيش العراقي وهو يحتوي على صورة لجنود عراقيين وطائرات وعلم العراق ومكتوب عليه عبارة "6 كانون الثاني عيد الجيش الأغر" وعبارة "100 عام على تأسيس الجيش العراقي". |        | 250 دينارا | 5000         |
| 8  | 15 آذار 2021  | طابع عراقي صدر بمناسبة مرور مئة عام على تأسيس الجيش العراقي وهو يحتوي على صورة لجنود عراقيين خلف مدفع وعلم العراق ومكتوب عليه عبارة "6 كانون الثاني عيد الجيش الأغر" وعبارة "100 عام على تأسيس الجيش العراقي".             |        | 500 دينار  | 5000         |
| 9  | 15 آذار 2021  | طابع عراقي بخلفية بنفسجية صدر بمناسبة مرور مئة عام على تأسيس الجيش العراقي وهو يحتوي على صورة لجنود داخل علم العراق وعلم المملكة العراقية وتحتها صورة لآلية عسكرية تحمل جنودا وهي تمر تحت قوس النصر في بغداد.              |        | 750 دينارا | 5000         |
| 10 | 15 آذار 2021  | طابع عراقي بخلفية ذهبية صدر بمناسبة مرور مئة عام على تأسيس الجيش العراقي وهو يحتوي على صورة لجنود داخل علم العراق وعلم المملكة العراقية مع صور لدبابة وطائرات عسكرية.                                                      |        | 1000 دينار | 15000        |

أما البطاقة التذكارية فهي من تصميم علاء جمعة ونور الدين أحمد:
| # | تاريخ الإصدار | الوصف | الصورة | القيمة     | كمية الإصدار |
| - | ------------- | --- | ------ | ---------- | ------------ |
| - | 15 آذار 2021  | بطاقة تذكارية ملونة تظهر فيها صورة جعفر العسكري وشعار وزارة الدفاع مع صورة جماعية لعسكر في الأصل كانت لمناسبة تأسيس الشرطة. |        | 1000 دينار | 3000         |

### إصدار مؤتمر بغداد للمياه
أصدر طابع واحد لمناسبة مؤتمر بغداد للمياه، وهو من تصميم سعد غازي:
| #  | تاريخ الإصدار | الوصف                                                                          | الصورة | القيمة     | كمية الإصدار |
| -- | ------------- | ------------------------------------------------------------------------------ | ------ | ---------- | ------------ |
| 11 | 23 آذار 2021  | طابع عراقي يغلب عليه اللون الأزرق صدر بمناسبة مؤتمر بغداد الدولي الأول للمياه. |        | 1000 دينار | 30000        |

### إصدار أحمد راضي
أصدر طابع واحد وبطاقة تذكارية واحدة تخليدا للاعب أحمد راضي، والطابع من تصميم غسان الوائلي:
| #  | تاريخ الإصدار  | الوصف | الصورة | القيمة     | كمية الإصدار |
| -- | -------------- | --- | ------ | ---------- | ------------ |
| 12 | 21 حزيران 2021 | طابع عراقي يحمل صورة لاعب كرة القدم العراقي أحمد راضي وعلم العراق على شكل رقم ثمانية باللغة الإنجليزية وهو رقم قميص أحمد راضي في المنتخب العراقي وقد صدر الطابع بعد عام على وفاته بمرض كورونا. |        | 1000 دينار | 10000        |

أما البطاقة التذكارية فهي من تصميم جعفر آل شكيرو وميادة علي:
| # | تاريخ الإصدار  | الوصف | الصورة | القيمة     | كمية الإصدار | الأبعاد     |
| - | -------------- | --- | ------ | ---------- | ------------ | ----------- |
| - | 21 حزيران 2021 | بطاقة تذكارية عراقية تحتوي على صور للاعبي كرة قدم وهم يسددون الكرة وصورة لعلم العراق على شكل كرة قدم وصورة اللاعب العراقي أحمد راضي مبتسما ومكتوب عليه عبارة "أحمد راضي أسطورة الكرة العراقية". |        | 1500 دينار | 3000         | 82 * 83 ملم |

### إصدار المدينة الصناعية في ذي قار
أصدر طابع واحد لمناسبة تأسيس المدينة الصناعية في محافظة ذي قار، وهو من تصيم زكي عبد الحسين:
| #  | تاريخ الإصدار | الوصف | الصورة | القيمة     | كمية الإصدار |
| -- | ------------- | --- | ------ | ---------- | ------------ |
| 13 | 4 تموز 2021   | طابع عراقي بخلفية صفراء يحتوي على صورة لخارطة العراق وعمال ومكتوب عليه عبارة "المدينة الصناعية في ذي قار". |        | 1000 دينار | 10000        |

### إصدار العملة العراقية
أصدرت ثمانية طوابع تحمل صور العملات العراقية بإصداراتها المختلفة، وهي من تصميم عمر عبد السادة:
| #  | تاريخ الإصدار | الوصف                                                                                | الصورة | القيمة     | كمية الإصدار | الأبعاد     |
| -- | ------------- | ------------------------------------------------------------------------------------ | ------ | ---------- | ------------ | ----------- |
| 14 | 2 آب 2021     | طابع عراقي يحتوي على صور لعملات عراقية ورقية ومعدنية الصادرة بين عام 1931 وعام 1932. |        | 250 دينارا | 5000         | 45 * 30 ملم |
| 15 | 2 آب 2021     | طابع عراقي يحتوي على صور لعملات عراقية ورقية ومعدنية الصادرة بين عام 1934 وعام 1941. |        | 250 دينارا | 5000         | 45 * 30 ملم |
| 16 | 2 آب 2021     | طابع عراقي يحتوي على صور لعملات عراقية ورقية ومعدنية الصادرة بين عام 1955 وعام 1957. |        | 500 دينار  | 5000         | 45 * 30 ملم |
| 17 | 2 آب 2021     | طابع عراقي يحتوي على صور لعملات عراقية ورقية ومعدنية الصادرة بين عام 1959 وعام 1968. |        | 500 دينار  | 5000         | 45 * 30 ملم |
| 18 | 2 آب 2021     | طابع عراقي يحتوي على صور لعملات عراقية ورقية ومعدنية الصادرة بين عام 1968 وعام 1971. |        | 750 دينارا | 5000         | 45 * 30 ملم |
| 19 | 2 آب 2021     | طابع عراقي يحتوي على صور لعملات عراقية ورقية ومعدنية الصادرة بين عام 1973 وعام 1975. |        | 750 دينارا | 5000         | 45 * 30 ملم |
| 20 | 2 آب 2021     | طابع عراقي يحتوي على صور لعملات عراقية ورقية ومعدنية الصادرة بين عام 1978 وعام 1986. |        | 1000 دينار | 10000        | 45 * 30 ملم |
| 21 | 2 آب 2021     | طابع عراقي يحتوي على صور لعملات عراقية ورقية ومعدنية الصادرة عام 2003.               |        | 1000 دينار | 10000        | 45 * 30 ملم |

### إصدارات زيارة البابا إلى العراق
أصدرت ثلاثة طوابع وبطاقتان تذكاريتان لمناسبة زيارة البابا فرنسيس إلى العراق، وهي من تصميم سعد غازي:
| #  | تاريخ الإصدار | الوصف | الصورة | القيمة     | كمية الإصدار | الأبعاد     |
| -- | ------------- | --- | ------ | ---------- | ------------ | ----------- |
| 22 | 19 أيلول 2021 | طابع عراقي صدر لمناسبة زيارة البابا فرنسيس إلى العراق وتظهر فيه صورة البابا فرنسيس وهو يلوح بيده.                         |        | 500 دينار  | 5000         | 45 * 30 ملم |
| 23 | 19 أيلول 2021 | طابع عراقي صدر لمناسبة زيارة البابا فرنسيس إلى العراق وتظهر فيه صورة البابا فرنسيس وخلفه صورة مدينة أور التاريخية.        |        | 750 دينارا | 5000         | 45 * 30 ملم |
| 24 | 19 أيلول 2021 | طابع عراقي صدر لمناسبة زيارة البابا فرنسيس إلى العراق وتظهر فيه صور البابا فرنسيس خلال لقائه المرجع الديني علي السيستاني. |        | 1000 دينار | 10000        | 45 * 30 ملم |

أما البطاقتان التذكاريتان:
| # | تاريخ الإصدار | الوصف | الصورة | القيمة      | كمية الإصدار | الأبعاد          |
| - | ------------- | --- | ------ | ----------- | ------------ | ---------------- |
| - | 19 أيلول 2021 | بطاقة تذكارية صدرت لمناسبة زيارة البابا فرنسيس إلى العراق وتظهر فيها صورة البابا فرنسيس ملوحا بيده وخلفه صورة خارطة العراق ومكتوب عليها عبارة "زيارة قداسة البابا فرنسيس إلى العراق".     |        | 1500 دينار  | 3000         | 117.5 * 87.5 ملم |
| - | 19 أيلول 2021 | بطاقة تذكارية صدرت لمناسبة زيارة البابا فرنسيس إلى العراق وتظهر فيها صورة البابا فرنسيس ملوحا بيده وصورة المرجع الأعلى علي السيستاني ومكتوب عليها عبارة "زيارة المحبة والأخوة الإنسانية". |        | 5000 دينارا | 1000         | 127.5 * 95 ملم   |

### إصدارات مؤتمر بغداد للتعاون والشراكة
أصدرت ثلاثة طوابع وبطاقة تذكارية لمناسبة مؤتمر بغداد للتعاون والشراكة، وهي من تصميم سعد غازي:
| #  | تاريخ الإصدار      | الوصف | الصورة | القيمة     | كمية الإصدار | الأبعاد     |
| -- | ------------------ | --- | ------ | ---------- | ------------ | ----------- |
| 25 | 5 تشرين الأول 2021 | طابع عراقي متعدد الألوان صدر بمناسبة مؤتمر بغداد للتعاون والشراكة ويظهر فيه علم العراق وأعلام الدول المشاركة فيه.                          |        | 1000 دينار | 10000        | 30 * 40 ملم |
| 26 | 5 تشرين الأول 2021 | طابع عراقي متعدد الألوان صدر بمناسبة مؤتمر بغداد للتعاون والشراكة ويظهر فيه علم العراق وصورة تضم الدبلوماسيين الممثلين للدول المشاركة فيه. |        | 1000 دينار | 10000        | 30 * 40 ملم |
| 27 | 5 تشرين الأول 2021 | طابع عراقي متعدد الألوان صدر بمناسبة مؤتمر بغداد للتعاون والشراكة وتظهر فيه أعلام الدول المشاركة فيه على شكل وردة وتحتها كفان متصافحان.    |        | 1000 دينار | 10000        | 30 * 40 ملم |

أما البطاقة التذكارية:
| # | تاريخ الإصدار      | الوصف | الصورة | القيمة     | كمية الإصدار | الأبعاد          |
| - | ------------------ | --- | ------ | ---------- | ------------ | ---------------- |
| - | 5 تشرين الأول 2021 | بطاقة تذكارية بمناسبة مؤتمر بغداد للتعاون والشراكة وتظهر فيها صورة نصب الشهيد وقوس النصر وصور أعلام الدول المشاركة في المؤتمر إضافة إلى معالم من بغداد، وهي ساعة بغداد وقوس النصر ونصب الشهيد وبرج اتصالات المأمون. |        | 1500 دينار | 2000         | 137.5 * 87.5 ملم |

### إصدار محمد سعيد الحكيم
أصدر طابع واحد تخليدا للسيد محمد سعيد الحكيم، وهو من تصميم واثق محمد:
| #  | تاريخ الإصدار       | الوصف | الصورة | القيمة     | كمية الإصدار | الأبعاد     |
| -- | ------------------- | --- | ------ | ---------- | ------------ | ----------- |
| 28 | 19 تشرين الأول 2021 | طابع عراقي يحتوي على صورة المرجع محمد سعيد الحكيم ومكتوب عليه عبارة "السيد محمد سعيد الحكيم (1934-2021). |        | 1500 دينار | 10000        | 30 * 40 ملم |

### إصدار علي هادي
أصدر طابع واحد تخليدا للاعب علي هادي، وهو من تصميم واثق محمد:
| #  | تاريخ الإصدار       | الوصف | الصورة | القيمة     | كمية الإصدار | الأبعاد     |
| -- | ------------------- | --- | ------ | ---------- | ------------ | ----------- |
| 29 | 1 تشرين الثاني 2021 | طابع عراقي تظهر فيه صورة لعلم العراق وصورة لاعب كرة قدم وهو يسدد الكرة وتظهر فيه صورة اللاعب العراقي علي هادي ومكتوب عليه عبارة "اللاعب الدولي علي هادي". |        | 1000 دينار | 10000        | 40 * 30 ملم |

### إصدار مئوية الدولة العراقية
أصدر طابع واحد وبطاقة تذكارية واحدة لمناسبة مائة عام على تأسيس المملكة العراقية، وهما من تصميم واثق محمد:
| #  | تاريخ الإصدار       | الوصف | الصورة | القيمة     | كمية الإصدار | الأبعاد     |
| -- | ------------------- | --- | ------ | ---------- | ------------ | ----------- |
| 30 | 21 كانون الأول 2021 | طابع ملون تظهر فيه صورة الملك فيصل الأول وعلم العراق الحالي وعلم العراق خلال العهد الملكي وصورة مرأة ترتدي ثوبا ورديا وتحمل سعفة مع طيور ونقوش وعبارة "مئوية الدولة العراقية 1921 - 2021". |        | 1500 دينار | 10000        | 30 * 40 ملم |

أما البطاقة التذكارية:
| # | تاريخ الإصدار       | الوصف | الصورة | القيمة     | كمية الإصدار | الأبعاد       |
| - | ------------------- | --- | ------ | ---------- | ------------ | ------------- |
| - | 21 كانون الأول 2021 | بطاقة تذكارية ملونة تظهر فيها صورة الملك فيصل الأول وتحته عبارة "الملك فيصل الأول مؤسس الدولة العراقية" وكذلك يظهر في البطاقة علم العراق الحالي وعلم العراق خلال العهد الملكي وصورة مرأة ترتدي ثوبا ورديا وتحمل سعفة وصور معالم من العراق مع طيور ونقوش وعبارة "مئوية الدولة العراقية 1921 - 2021" وعبارة "بلاد الرافدين". |        | 5000 دينار | 3000         | 140 * 190 ملم |

## إصدارات 2022
بلغ عدد إصدارات سنة 2022 ستة عشر إصدارا وقد ضمت 21 طابعا وأربع بطاقات.

### إصدار مئوية الشرطة العراقية
أصدرت ثلاثة طوابع وبطاقة تذكارية لمناسبة مرور مائة عام على تأسيس الشرطة العراقية، وهي من تصميم سعد غازي:
| # | تاريخ الإصدار | الوصف | الصورة | القيمة     | كمية الإصدار | الأبعاد     |
| - | ------------- | --- | ------ | ---------- | ------------ | ----------- |
| 1 | 6 شباط 2022   | طابع عراقي متعدد الألوان بإطار بني، يحتوي على صورة لعناصر من الشرطة العراقية أثناء استعراض، مع عبارة "الذكرى المئوية لتأسيس الشرطة العراقية".             |        | 500 دينار  | 5000         | 40 * 30 ملم |
| 2 | 6 شباط 2022   | طابع عراقي متعدد الألوان بإطار أخضر مصفر، يحتوي على صورة لعناصر نسوية من الشرطة العراقية أثناء استعراض، مع عبارة "الذكرى المئوية لتأسيس الشرطة العراقية". |        | 1000 دينار | 5000         | 40 * 30 ملم |
| 3 | 6 شباط 2022   | طابع عراقي متعدد الألوان بإطار أخضر غامق، يحتوي على صورة لعناصر من الشرطة العراقية أثناء استعراض، مع عبارة "الذكرى المئوية لتأسيس الشرطة العراقية".       |        | 1500 دينار | 5000         | 40 * 30 ملم |

أما البطاقة التذكارية:
| # | تاريخ الإصدار | الوصف | الصورة | القيمة     | كمية الإصدار | الأبعاد       |
| - | ------------- | --- | ------ | ---------- | ------------ | ------------- |
| - | 6 شباط 2022   | بطاقة تذكارية عراقية بخلفية صفراء وحمراء وتحتوي على رقم مئة بلون ذهبي بين سنبلتين ومكتوب عليه عبارة "الذكرى المئوية لتأسيس الشرطة العراقية". |        | 1500 دينار | 3000         | 110 * 110 ملم |

### إصدار العلاقات الدبلوماسية العراقية - الهندية
أصدر طابع واحد لمناسبة الذكرى الخامسة والسبعون على العلاقات الدبلوماسية العراقية - الهندية، وهو من تصميم سعد غازي:
| # | تاريخ الإصدار | الوصف | الصورة | القيمة     | كمية الإصدار | الأبعاد     |
| - | ------------- | --- | ------ | ---------- | ------------ | ----------- |
| 4 | 17 شباط 2022  | طابع عراقي صدر بمناسبة العلاقات العراقية الهندية يحتوي على صورة لبوابة عشتار وصورة لبوابة الهند وبينهما رسم لشجرة وأيدي دالة على التعاون. |        | 1000 دينار | 10000        | 40 * 30 ملم |

### إصدار العنف ضد المرأة
أصدر طابع واحد لمناسبة اليوم العالمي للقضاء على العنف ضد المرأة، وهو من تصميم سعد غازي:
| # | تاريخ الإصدار | الوصف | الصورة | القيمة     | كمية الإصدار |
| - | ------------- | --- | ------ | ---------- | ------------ |
| 5 | 2022          | طابع ملون بجانبه شريط برتقالي، وفيه صورة تمثال يعبر عن المرأة مع عبارة "اليوم العالمي للقضاء على العنف ضد المرأة" وعبارة "لا للعنف ضد المرأة". |        | 1000 دينار | 30000        |

### إصدار بطاقة نادية مراد
أصدرت بطاقة تذكارية تحمل صورة نادية مراد:
| # | تاريخ الإصدار | الوصف | الصورة | القيمة     | كمية الإصدار |
| - | ------------- | --- | ------ | ---------- | ------------ |
| - | 2022          | بطاقة تذكارية ملونة بخلفية غامقة تظهر فيها صورة نادية مراد وميدالية جائزة نوبل مع عبارة "نادية مراد الحائزة على جائزة نوبل للسلام". |        | 1500 دينار | 4000         |

### إصدارات المعارف التقليدية
أصدرت أربعة طوايع وبطاقة تذكارية تحمل صورا عن بعض العادات الثقافية في العراق، وهي من تصميم سعد غازي:
| # | تاريخ الإصدار | الوصف | الصورة | القيمة      | كمية الإصدار | الأبعاد     |
| - | ------------- | --- | ------ | ----------- | ------------ | ----------- |
| 6 | 3 نيسان 2022  | طابع عراقي تظهر فيه صورة لرجل عراقي وهو يخيط عباءة رجالية ومكتوب عليه عبارة "المعارف التقليدية في العراق".                                                 |        | 250 دينارا  | 5000         | 30 * 40 ملم |
| 7 | 3 نيسان 2022  | طابع عراقي تظهر فيه صورة امرأة عراقية وهي تستعمل مغزلا لفتل الخيوط وتغيب عن الطابع عبارة "المعارف التقليدية في العراق" لكنها مكتوبة باللغة الإنجليزية فقط. |        | 500 دينار   | 5000         | 30 * 40 ملم |
| 8 | 3 نيسان 2022  | طابع عراقي تظهر فيه صورة امرأة عراقية وهي تطحب الحبوب بالرحى ومكتوب عليه عبارة "المعارف التقليدية في العراق"..                                             |        | 750 دينارا  | 5000         | 30 * 40 ملم |
| 9 | 3 نيسان 2022  | طابع عراقي تظهر فيه صورة لرجل عراقي وهو يمسك بإبريق وكأس شاي ومكتوب عليه عبارة "المعارف التقليدية في العراق"..                                             |        | 1000 دينارا | 5000         | 30 * 40 ملم |

أما البطاقة التذكارية:
| # | تاريخ الإصدار | الوصف | الصورة | القيمة     | كمية الإصدار | الأبعاد        |
| - | ------------- | --- | ------ | ---------- | ------------ | -------------- |
| - | 3 نيسان 2022  | بطاقة تذكارية عراقية تظهر فيها صورة لمجموعة من الرجال وهم يعزفون على آلات موسيقية متعددة وبينهم قارئ مقام عراقي ومكتوب عليها عبارة "المعارف التقليدية في العراق". |        | 1500 دينار | 3000         | 120 * 87.5 ملم |

### إصدار يوم البريد العراقي
أصدر طابع واحد لمناسبة يوم البريد العراقي، وهو من تصميم سعد غازي:
| #  | تاريخ الإصدار | الوصف | الصورة | القيمة     | كمية الإصدار | الأبعاد     |
| -- | ------------- | --- | ------ | ---------- | ------------ | ----------- |
| 10 | 8 أيار 2022   | طابع عراقي متعدد الألوان تظهر فيه صورة حمامة تحمل رسالة مكتوب علبها بريد العراق وفيه عدد من الرسائل صدر بمناسبة يوم البريد العراقي. |        | 1000 دينار | 30000        | 30 * 45 ملم |

### إصدار كريم العراقي
أصدر طابع واحد من تصميم سعد غازي يحمل صورة الشاعر كريم العراقي، وقد طابع كل 12 طابع ضمن بطاقة تحمل صورة الشاعر كريم العراقي مع بيت شعر له:
| #  | تاريخ الإصدار | الوصف                                         | الصورة | القيمة     | كمية الإصدار | الأبعاد     |
| -- | ------------- | --------------------------------------------- | ------ | ---------- | ------------ | ----------- |
| 11 | 25 تموز 2022  | طابع عراقي تظهر فيه صورة الشاعر كريم العراقي. |        | 1000 دينار | 10000        | 30 * 40 ملم |

### إصدار الجواهري
أصدر طابع واحد يحمل صورة الشاعر محمد مهدي الجواهري، وقد طابع كل 8 طوابع ضمن بطاقة تحمل صورة الشاعر محمد مهدي الجواهري مع أبيات شعر له، وعبارة بمناسبة الإصدار وصورة محبرة، وهو من تصميم سعد غازي:
| #  | تاريخ الإصدار | الوصف                                                                                           | الصورة | القيمة     | كمية الإصدار | الأبعاد     |
| -- | ------------- | ----------------------------------------------------------------------------------------------- | ------ | ---------- | ------------ | ----------- |
| 12 | 10 آب 2022    | طابع عراقي تظهر فيه صورة الشاعر محمد مهدي الجواهري مع رقم (25) لمرور خمسة وعشرين سنة على وفاته. |        | 1000 دينار | 10000        | 40 * 30 ملم |

أما البطاقة التذكارية:
| # | تاريخ الإصدار | الوصف | الصورة | القيمة     | كمية الإصدار | الأبعاد      |
| - | ------------- | --- | ------ | ---------- | ------------ | ------------ |
| - | 10 آب 2022    | بطاقة تذكارية بخلفية زرقاء فيها صورة الشاعر محمد مهدي الجواهري مع رقم (25) ومكتوب عليها عبارة "الذكرى الخامسة والعشرون لرحيل الجواهري". |        | 1500 دينار | 3000         | 115 * 84 ملم |

### إصدارات الأديرة الأثرية
أصدر طابعان يحتفيان بأديرة تاريخية في العراق، وهما من تصميم عاصم كامل:
| #  | تاريخ الإصدار      | الوصف                                                                                              | الصورة | القيمة     | كمية الإصدار | الأبعاد     |
| -- | ------------------ | -------------------------------------------------------------------------------------------------- | ------ | ---------- | ------------ | ----------- |
| 13 | 8 تشرين الأول 2022 | طابع عراقي تظهر فيه صورة لدير الربان هرمزد ومكتوب عليه عبارة "الأديرة الأثرية القديمة في العراق".  |        | 250 دينارا | 10000        | 45 * 30 ملم |
| 14 | 8 تشرين الأول 2022 | طابع عراقي تظهر فيه صورة لدير القديس مار متي وكتوب عليه عبارة "الأديرة الأثرية القديمة في العراق". |        | 1000 دينار | 10000        | 45 * 30 ملم |

### إصدارات اليزيدية
أصدر طابعان بحتفيان بأعلام من الديانة اليزيدية، وهما من تصميم عاصم كامل:
| #  | تاريخ الإصدار      | الوصف                                                                 | الصورة | القيمة     | كمية الإصدار | الأبعاد     |
| -- | ------------------ | --------------------------------------------------------------------- | ------ | ---------- | ------------ | ----------- |
| 15 | 8 تشرين الأول 2022 | طابع عراقي تظهر فيه صورة لأمير الأيزيديين الأمير إسماعيل عبدي جول بك. |        | 500 دينار  | 10000        | 30 * 40 ملم |
| 16 | 8 تشرين الأول 2022 | طابع عراقي تظهر فيه صورة لرجل الدين الأيزيدي البابا جاويش.            |        | 1000 دينار | 10000        | 30 * 40 ملم |

### إصدارات الصابئة المندائيين
أصدرت ثلاثة طوابع تختص بالصابئة المندائيين، وهي من تصميم عاصم كامل:
| #  | تاريخ الإصدار      | الوصف                                                                                 | الصورة | القيمة     | كمية الإصدار | الأبعاد     |
| -- | ------------------ | ------------------------------------------------------------------------------------- | ------ | ---------- | ------------ | ----------- |
| 17 | 8 تشرين الأول 2022 | طابع متعدد الألوان تظهر فيه صورة لأشخاص من الصابئة المندائيين في يوم التعميد الذهبي.  |        | 250 دينارا | 10000        | 40 * 30 ملم |
| 18 | 8 تشرين الأول 2022 | طابع متعدد الألوان تظهر فيه صورة للكتاب المقدس عند الصابئة المندائيين.                |        | 500 دينار  | 10000        | 40 * 30 ملم |
| 19 | 8 تشرين الأول 2022 | طابع متعدد الألوان تظهر فيه صورة لأشخاص من الصابئة المندائيين وهم يؤدون طقوس التعميد. |        | 1000 دينار | 10000        | 40 * 30 ملم |

### إصدارات اليوم العالمي للبريد
أصدر طابع واحد لمناسبة اليوم العالمي للبريد:
| #  | تاريخ الإصدار       | الوصف | الصورة | القيمة     | كمية الإصدار | الإبعاد     |
| -- | ------------------- | --- | ------ | ---------- | ------------ | ----------- |
| 20 | 1 تشرين الثاني 2022 | طابع عراقي يغلب عليه اللون الأخضر فيه صورة للكرة الأرضية ومكتوب عليه عبارة "البريد في خدمة كوكبنا" صدر بمناسبة اليوم العالمي للبريد. |        | 1000 دينار | 3000         | 30 * 40 ملم |

### إصدار القمة العربية في الجزائر
أصدر طابع واحد لمناسبة انعقاد القمة العربية في الجزائر:
| #  | تاريخ الإصدار       | الوصف | الصورة | القيمة     | كمية الإصدار | الأبعاد     |
| -- | ------------------- | --- | ------ | ---------- | ------------ | ----------- |
| 21 | 1 تشرين الثاني 2022 | طابع عراقي صدر بمناسبة قمة جامعة الدول العربية بخلفية بيضاء وعليه شعار جامعة الدول العربية ومكتوب عليه عبارة "قمة جامعة الدول العربية-الجزائر 2022". |        | 1000 دينار | 3000         | 30 * 40 ملم |

## إصدارات 2023
بلغ عدد إصدارات سنة 2023 تسعة عشر إصدارا وقد ضمت 30 طابعا وخمس بطاقات.

### إصدارات كأس الخليج
أصدرت أربعة طوابع لمناسبة بطولة كأس الخليج العربي في البصرة، وهي من تصميم بهاء طالب وسعد غازي:
| # | تاريخ الإصدار       | الوصف | الصورة | القيمة     | كمية الإصدار | الأبعاد     |
| - | ------------------- | --- | ------ | ---------- | ------------ | ----------- |
| 1 | 6 كانون الثاني 2023 | طابع ملون تظهر فيه صورة لتميمة بطولة كأس الخليج واضعا رجله على كرة قدم ومكتوب عليه عبارة "كأس الخليج العربي (25)" مع شعار البطولة. |        | 1000 دينار | 10000        | 30 * 40 ملم |
| 2 | 6 كانون الثاني 2023 | طابع ملون تظهر فيه صورة مئذنة قديمة لمسجد البصرة القديم أو "جامع خطوة الإمام علي" مع شغار بطولة كأس الخليج 25.                     |        | 1000 دينار | 10000        | 30 * 40 ملم |
| 3 | 6 كانون الثاني 2023 | طابع ملون متعدد الألوان تظهر فيه صورة لاعب كرة قدم يسدد الكرة قرب ملعب جذع النخلة في بطولة كأس الخليج العربي الخامسة والعشرين.     |        | 2000 دينار | 10000        | 30 * 40 ملم |
| 4 | 6 كانون الثاني 2023 | طابع عراقي تظهر فيه صورة لملعب جذع النخلة من الأعلى وعلى اليسار أعلام الدول المشاركة في البطولة.                                   |        | 2000 دينار | 10000        | 30 * 40 ملم |

كما جمعت الطوابع الأربعة في إصدار واحد
| # | تاريخ الإصدار       | الوصف                                                                                        | الصورة | القيمة     | كمية الإصدار | الأبعاد      |
| - | ------------------- | -------------------------------------------------------------------------------------------- | ------ | ---------- | ------------ | ------------ |
| - | 8 كانون الثاني 2023 | بطاقة تذكارية ملونة بإطار أزرق تجمع الطوابع الأربعة التي أصدرت بمناسبة كأس الخليج في البصرة. |        | 6000 دينار | 3000         | 94 * 133 ملم |

### إصدارات البصرة
أصدرت تسعة طوابع تحمل صورا عن البصرة وكذلك تحمل شعار كأس الخليج في البصرة، وهي من تصميم بهاء طالب وسعد غازي:
| #  | تاريخ الإصدار       | الوصف | الصورة | القيمة     | كمية الإصدار |
| -- | ------------------- | --- | ------ | ---------- | ------------ |
| 5  | 6 كانون الثاني 2023 | طابع ملون تظهر فيه صورة نخيل مع عبارة "زراعة النخيل في محافظة البصرة"، مع شعار بطولة كأس الخليج.                                                      |        | 1000 دينار | 10000        |
| 6  | 6 كانون الثاني 2023 | طابع ملون تظهر فيه صورة ملعب كرة قد مع عبارة "ملعب نادي الميناء"، مع شعار بطولة كأس الخليج.                                                           |        | 1000 دينار | 10000        |
| 7  | 8 كانون الثاني 2023 | طابع ملون تظهر فيه صورة "الكاتب القاص محمد خضير" مع صورة شناشيل من البصرة وشعار بطولة كأس الخليج.                                                     |        | 500 دينار  | 10000        |
| 8  | 8 كانون الثاني 2023 | طابع ملون تظهر فيه صورة "رائد الأغنية العراقية فؤاد سالم" مع منظر من شط العرب وشعار بطولة كأس الخليج.                                                 |        | 500 دينار  | 10000        |
| 9  | 8 كانون الثاني 2023 | طابع ملون تظهر فيه صورة "فاختة النخيل المستوطنة في البصرة"، مع شعار بطولة كأس الخليج.                                                                 |        | 500 دينار  | 10000        |
| 10 | 8 كانون الثاني 2023 | طابع ملون تظهر فيه صورة "الشناشيل في محافظة البصرة"، مع شعار بطولة كأس الخليج.                                                                        |        | 500 دينار  | 10000        |
| 11 | 8 كانون الثاني 2023 | طابع ملون تظهر فيه صورة كاسر أمواج ميناء الفاو مع عبارة "ميناء الفاو الكبير" وعبارة "أطول كاسر امواج في العالم"، مع شعار بطولة كأس الخليج.            |        | 500 دينار  | 10000        |
| 12 | 8 كانون الثاني 2023 | طابع ملون تظهر فيه صورة جسر التنومة الجديد أو الجسر الايطالي أو الاسم الرسمي "جسر الشهيد محمد باقر الصدر في محافظة البصرة"، مع شعار بطولة كأس الخليج. |        | 1000 دينار | 10000        |
| 13 | 8 كانون الثاني 2023 | طابع ملون تظهر فيه صورة منظر من "الأهوار في محافظة البصرة"، مع شعار بطولة كأس الخليج.                                                                 |        | 1000 دينار | 10000        |

كما جمعت أربعة طوابع منها في إصدار واحد:
| # | تاريخ الإصدار       | الوصف | الصورة | القيمة     | كمية الإصدار |
| - | ------------------- | --- | ------ | ---------- | ------------ |
| - | 8 كانون الثاني 2023 | بطاقة تذكارية بحاشية بنية تظهر فيها صورة تميمة بطولة كأس الخليج وشعار البطولة وكذلك أربعة طوابع هن الطابع الذي تظهر فيه صورة "جسر الشهيد محمد باقر الصدر في محافظة البصرة" والطابع الذي تظهر فيه صورة "الأهوار في محافظة البصرة" والظابع الذي تظهر فيه صورة "ملعب نادي الميناء" والطابع الذي تظهر فيه صورة "فاختة النخيل المستوطنة في البصرة". |        | 2500 دينار | 3000         |

وكذلك جمعت أربعة طوابع اخرى في إصدار آخر:
| # | تاريخ الإصدار       | الوصف | الصورة | القيمة     | كمية الإصدار |
| - | ------------------- | --- | ------ | ---------- | ------------ |
| - | 8 كانون الثاني 2023 | بطاقة تذكارية بحاشية بنية تظهر فيها أعلام الدول المشاركة في بطولة كأس الخليج وشعار البطولة وكذلك أربعة طوابع هن الطابع الذي تظهر فيه صورة "الكاتب القاص محمد خضير" والطابع الذي تظهر فيه صورة "رائد الأغنية العراقية فؤاد سالم" والظابع الذي تظهر فيه صورة "زراعة النخيل في محافظة البصرة" والطابع الذي تظهر فيه صورة "الشناشيل في محافظة البصرة". |        | 3500 دينار | 3000         |

### إصدار مئوية أمانة بغداد
أصدر طابع واحد لمناسبة مئوية أمانة بغداد، وهو من تصميم عاصم محمد:
| #  | تاريخ الإصدار | الوصف                                                                              | الصورة | القيمة     | كمية الإصدار |
| -- | ------------- | ---------------------------------------------------------------------------------- | ------ | ---------- | ------------ |
| 14 | 27 شباط 2023  | طابع ملون تظهر فيه صورة تمثال مرأة مع شعار أمانة بغداد وعبارة "مئوية أمانة بغداد". |        | 1000 دينار | 5000         |

### إصدار بغداد عاصمة المرأة العربية
أصدر طابع واحد احتفاء ببغداد عاصمة المرأة العربية، وهو من تصميم عاصم محمد:
| #  | تاريخ الإصدار | الوصف | الصورة | القيمة    | كمية الإصدار |
| -- | ------------- | --- | ------ | --------- | ------------ |
| 15 | 15 آذار 2023  | طابع ملون يظهر فيه تخطيط لرأس مرأة وطفل تظهر فيه صور نساء عراقيات مع عبارة "بغداد عاصمة المرأة العربية". |        | 500 دينار | 5000         |

### إصدارات مئوية المتحف العراقي
أصدر طابعان بمناسبة مئوية المتحف العراقي، وهما من تصميم حيدر خالد:
| #  | تاريخ الإصدار | الوصف | الصورة | القيمة     | كمية الإصدار |
| -- | ------------- | --- | ------ | ---------- | ------------ |
| 16 | 15 آذار 2023  | طابع ملون بخلفية رمادية تظهر فيه صورة لون عليه كتابة مسمارية مع عبارة "مئوية المتحف العراقي".                   |        | 500 دينار  | 10000        |
| 17 | 15 آذار 2023  | طابع ملون بخلفية بنية تظهر فيه نصف بوابة عشتار تكملها نصف بوابة المتحف العراقي مع عبارة "مئوية المتحف العراقي". |        | 1000 دينار | 10000        |

### إصدار يوم الأكاديمي العراقي
أصدر طابع واحد لمناسبة يوم الأكاديمي العراقي، وهو من تصميم عاصم محمد:
| #  | تاريخ الإصدار | الوصف | الصورة | القيمة    | كمية الإصدار |
| -- | ------------- | --- | ------ | --------- | ------------ |
| 18 | 4 نيسان 2023  | طابع ملون تظهر فيه صورة تعبيرية عن أكاديمي يرتقي الدرجات ويتعلق بأغضان شجرة، وكذلك شعار "نقابة الأكاديميين العراقيين" وعبارة "يوم الأكاديمي العراقي". |        | 500 دينار | 10000        |

### إصدار مؤتمر الاستثمار والتعدين
أصدر طابع واحد لمناسبة انعقاد المؤتمر الأول للاستثمار والتعدين، وهو من تصميم هبة فاروق:
| #  | تاريخ الإصدار | الوصف | الصورة | القيمة     | كمية الإصدار |
| -- | ------------- | --- | ------ | ---------- | ------------ |
| 19 | 3 أيار 2023   | طابع ملون تظهر فيه صورة شعار وزارة الصناعة والمعادن مع عبارة "المؤتمر الأول للاستثمار والتعدين" وكذلك شعار المؤتمر وعبارة "ثروتنا المعدنية اقتصادنا المستدام" وكذلك "نحو صناعة تحويلية خضراء" وكذلك "التعدين والبتروكيمياويات والأسمدة روافد مستدامة لاقتصادنا". |        | 1000 دينار |              |

### إصدارات الحشد الشعبي
أصدر طابعان لمناسبة الذكرى التاسعة لتأسيس الحشد الشعبي، والطابع من تصميم عاصم محمد:
| #  | تاريخ الإصدار  | الوصف | الصورة | القيمة     | كمية الإصدار |
| -- | -------------- | --- | ------ | ---------- | ------------ |
| 20 | 21 حزيران 2023 | طابع ملون تظهر فيه صورة منارتين ذهبيتين لإحدى العتبات المقدسة في العراق مع مقاتل من الحشد الشعبي يتوشح براية بيضاء مكتوب عليها "الحشد الشعبي" ويحمل طفلا وبندقية،. |        | 500 دينار  | 5000         |
| 21 | 21 حزيران 2023 | طابع ملون تظهر فيه صورة مقاتل من الحشد الشعبي وآثار الحضر مع عبارة "الذكرى التاسعة لتأسيس الحشد الشعبي".                                                           |        | 1500 دينار | 5000         |

### إصدارات أربعينية الإمام الحسين
أصدر طابعان وبطاقة تذكارية احتفاء بأربعينية الإمام الحسين، وهي من تصميم عاصم محمد:
| #  | تاريخ الإصدار | الوصف                                                                                     | الصورة | القيمة     | كمية الإصدار |
| -- | ------------- | ----------------------------------------------------------------------------------------- | ------ | ---------- | ------------ |
| 22 | 11 أيلول 2023 | طابع ملون تظهر فيه صورة تعبيرية معركة الطف مع عبارة "أربعينية الإمام الحسين 1445 - 2023". |        | 1000 دينار | 20000        |
| 23 | 11 أيلول 2023 | طابع ملون تظهر فيه صورة تعبيرية معركة الطف مع عبارة "أربعينية الإمام الحسين 1445 - 2023". |        | 1000 دينار | 20000        |

أما البطاقة التذكارية:
| # | تاريخ الإصدار | الوصف | الصورة | القيمة     | كمية الإصدار |
| - | ------------- | --- | ------ | ---------- | ------------ |
| - | 11 أيلول 2023 | بطاقة تذكارية ملونة تظهر فيها صورة تعبيرية عن أشخاص راجلين يسيرون حاملين أعلام دول مختلفة وفي الخلفية صورة مرقد الإمام الحسين مع عبارة "أربعينية الإمام الحسين 1445 - 2023" وأعلام الكويت والهند والبحرين ولبنان وإيران وباكستان. |        | 5000 دينار | 1000         |

### إصدارات نازك الملائكة
أصدر طابعان لمناسبة الذكرى المائة لميلاد الشاعرة نازك الملائكة، وهما من تصميم فاروق حسن:
| #  | تاريخ الإصدار | الوصف | الصورة | القيمة      | كمية الإصدار |
| -- | ------------- | --- | ------ | ----------- | ------------ |
| 24 | 27 أيلول 2023 | طابع ملون تظهر فيه صورة وسام في وسطه صورة نازك الملائكة وشريط الوسام علم العراق مع صورة نصب الحرية. |        | 750 دينارا  | 20000        |
| 25 | 27 أيلول 2023 | طابع ملون تظهر فيه صورة نازك الملائكة مع صور أوراق تدل على دواوينها الشعرية "عاشقة الليل" و"قرارة الموجة" وشظايا ورماد" و"شجرة القمر" مع عبارة "الذكرى المئوية لميلاد الشاعرة العراقية نازك الملائكة". |        | 1250 دينارا | 20000        |

### إصدار دستور العراق
أصدر طابع واحد احتفاء بذكرى إقرار دستور العراق، وهو من تصميم عاصم محمد:
| #  | تاريخ الإصدار        | الوصف | الصورة | القيمة     | كمية الإصدار |
| -- | -------------------- | --- | ------ | ---------- | ------------ |
| 26 | 22 تشرين الثاني 2023 | طابع ملون تظهر فيه صورة يد تضع ورقة اقتراع في صندوق الاقتراع مع مظاهر من حرب العراق وعبارة "إقرار الدستور العراقي". |        | 1000 دينار | 20000        |

### إصدار اليوم الوطني العراقي
أصدر طابع واحد احتفاء باليوم الوطني العراقي، وهو من تصميم عاصم محمد:
| #  | تاريخ الإصدار | الوصف | الصورة | القيمة     | كمية الإصدار |
| -- | ------------- | --- | ------ | ---------- | ------------ |
| 27 | 2023          | طابع ملون تظهر فيه صورة علم العراق ترفعه مجموعة من الأيادي محاطا بصور لمعالم متنوعة من العراق وعبارة "اليوم الوطني العراقي" وعبارة "3 أكتوبر". |        | 1250 دينار | 20000        |

### إصدار طوفان الأقصى
أصدر طابع واحد وبطاقة تذكارية واحدة احتفاء بمعركة طوفان الأقصى، وهو من تصميم عاصم محمد:
| #  | تاريخ الإصدار      | الوصف                                                                            | الصورة | القيمة     | كمية الإصدار |
| -- | ------------------ | -------------------------------------------------------------------------------- | ------ | ---------- | ------------ |
| 28 | 7 كانون الأول 2023 | طابع ملون تظهر فيه صورة قبة الصخرة وعلمي العراق وفلسطين مع عبارة "طوفان الأقصى". |        | 2000 دينار | 5000         |

أما البطاقة التذكارية:
| # | تاريخ الإصدار      | الوصف | الصورة | القيمة     | كمية الإصدار |
| - | ------------------ | --- | ------ | ---------- | ------------ |
| - | 7 كانون الأول 2023 | بطاقة تذكارية ملونة تظهر فيها صورة قبة الصخرة وأعلام فلسطين وصورة غراب ينقض على علم إسرائيل وصورة مظليين مع عبارة "طوفان الأقصى". |        | 5000 دينار | 1000         |

### أسبوع النزاهة
أصدر طابعان احتفاء بأسبوع النزاهة، وهو من تصميم عاصم محمد:
| #  | تاريخ الإصدار       | الوصف | الصورة | القيمة      | كمية الإصدار |
| -- | ------------------- | --- | ------ | ----------- | ------------ |
| 29 | 20 كانون الأول 2023 | طابع ملون بإطار رمادي تظهر فيه صورة مطرقة قاض مع صورة يد تحمل كيس فيه أموال ويد ممدودة لاستلام الكيس مع عبارة "أسبوع النزاهة السنوي" وعبارة "اليوم العالمي لمكافحة الفساد". |        | 1000 دينار  | 5000         |
| 30 | 20 كانون الأول 2023 | طابع ملون تظهر فيه صورة خريطة محافظات العراق مع عبارة "اليوم العالمي لمكافحة الفساد" وعبارة "أسبوع النزاهة السنوي 9 كانون الأول 2023".                                      |        | 1250 دينارا | 5000         |

## إصدارات 2024
بلغ عدد إصدارات سنة 2024 حتى الآن عشرة إصدارات وقد ضمت 21 طابعا وبطاقة.

### إصدارات فاطمة الزهراء
أصدر طابعان وبطاقتان تذكاريتان لمناسبة ذكرى ميلاد فاطمة الزهراء، وهي من تصميم زهراء جاسم وعاصم محمد:
| # | تاريخ الإصدار       | الوصف | الصورة | القيمة     | كمية الإصدار |
| - | ------------------- | --- | ------ | ---------- | ------------ |
| 1 | 7 كانون الثاني 2024 | طابع ملون فيه رسم تعبيري لمرأة ترتدي عباءة سوداء مع عبارة "20 جمادى الآخر" وعبارة "ولادة فاطمة الزهراء (عليها السلام)".                                                         |        | 1000 دينار | 10000        |
| 2 | 7 كانون الثاني 2024 | طابع ملون تظهر فيه قبة ومئذنة المسجد النبوي مع حمامتين تحملان قطعة قماش مكتوب عليها "فاطمة" مع عبارة "ولادة فاطمة الزهراء (عليها السلام)" وعبارة "فاطمة الزهراء بنت رسول الله". |        | 1000 دينار | 10000        |

أما البطاقتان التذكاريتان:
| # | تاريخ الإصدار       | الوصف | الصورة | القيمة     | كمية الإصدار |
| - | ------------------- | --- | ------ | ---------- | ------------ |
| - | 7 كانون الثاني 2024 | بطاقة تذكارية ملونة فيها رف عليه وردة ونبتة ولوحتين مكتوب عليهما "أم أبيها" ولوحات أخرى مكتوب عليها "فاطمة" و"فاطمة الزهراء" و"السلام عليك يا فاطمة الزهراء" وعبارة "ولادة فاطمة الزهراء (عليها السلام) 20 جمادى الآخر". |        | 5000 دينار | 3000         |
| - | 7 كانون الثاني 2024 | بطاقة تذكارية ملونة فيها صور تعبيرية لنساء جالسات يقطفن الورد وبناء قديم ونخيل مع عبارة "ولادة فاطمة الزهراء (عليها السلام) 20 جمادى الآخر".                                                                             |        | 5000 دينار | 3000         |

### إصدار معرض بغداد الدولي
أصدر طابع واحد لمناسبة انعقاد معرض بغداد الدولي، وهو من تصميم عاصم محمد:
| # | تاريخ الإصدار        | الوصف | الصورة | القيمة     | كمية الإصدار |
| - | -------------------- | --- | ------ | ---------- | ------------ |
| 3 | 10 كانون الثاني 2024 | طابع ملون تظهر فيه صورة بوابة معرض بغداد الدولي وصور مركبات وعبارة "الدورة 47" وعبارة "معرض بغداد الدولي 1965 - 2024". |        | 2000 دينار | 10000        |

### إصدار مئوية الطوابع العراقية
أصدر طابعان وبطاقة تذكارية لمناسبة مرور مائة عام على إصدار أول طابع عراقي، وهما من تصميم فاروق حسن:
| # | تاريخ الإصدار        | الوصف | الصورة | القيمة     | كمية الإصدار |
| - | -------------------- | --- | ------ | ---------- | ------------ |
| 4 | 10 كانون الثاني 2024 | طابع ملون تظهر فيه صور ثمانية طوابع من الطوابع التي أصدرت عام 1923 مع عبارة "مرور 100 عام على إصدار أول طابع بريدي عراقي".        |        | 2000 دينار | 10000        |
| 5 | 10 كانون الثاني 2024 | طابع ملون تظهر فيه طاق كسرى مع صورة طابع أصدر عام 1923 يحمل صورة طاق كسرى مع عبارة "مرور 100 عام على إصدار أول طابع بريدي عراقي". |        | 1000 دينار | 10000        |

أما البطاقة التذكارية:
| # | تاريخ الإصدار        | الوصف | الصورة | القيمة     | كمية الإصدار |
| - | -------------------- | --- | ------ | ---------- | ------------ |
| - | 10 كانون الثاني 2024 | بطاقة ملونة تظهر فيها صورة العتبة الكاظمية مع صورة طابع أصدر عام 1923 يحمل صورة العتبة الكاظمية مع عبارة "مرور 100 عام على إصدار أول طابع بريدي عراقي".. |        | 5000 دينار | 1000         |

### إصدار طوفان الأقصى
أصدر طابع واحد بمناسبة معركة طوفان الأقصى، وبيعت منه كمية قليلة جدا، ثم سحبت بسبب رداءة الطباعة، وهو من تصميم عاصم محمد:
| # | تاريخ الإصدار        | الوصف                                                                                | الصورة | القيمة     | كمية الإصدار |
| - | -------------------- | ------------------------------------------------------------------------------------ | ------ | ---------- | ------------ |
| 6 | 10 كانون الثاني 2024 | طابع ملون تظهر فيه صورة نصب الحرية وساحة التحرير في بغداد مع صورة قبة الصخرة وحمائم. |        | 1000 دينار | 5000         |

### إصدار بغداد عاصمة المرأة العربية
أصدرت ستة طوابع تحتفي ببغداد عاصمة للمرأة العربية، وكذلك أصدرت بطاقة تضم الطوابع الستة، وهي من صميم حيدر خالد:
| #  | تاريخ الإصدار | الوصف | الصورة | القيمة     | كمية الإصدار |
| -- | ------------- | --- | ------ | ---------- | ------------ |
| 7  | 13 شباط 2024  | طابع ملون تظهر فيه رسم مرأتين أحداهما ينسدل من شعرها علم العراق وترتدي ثوبا منقوشا أخضر اللون والأخرى ينسدل من شعرها علم فلسطين وتريدي ثوبا منقوشا أحمر اللون وفي الخلفية نقش الكوفية بلون أسود مع عبارة "بغداد عاصمة المرأة العربية" وعبارة "المرأة العراقية تدعم المرأة الفلسطينية في غزة"، والنصوص في الطابع مكتوبة بلون أخضر.                      |        | 2000 دينار | 3330         |
| 8  | 13 شباط 2024  | طابع ملون تظهر فيه رسم مرأتين أحداهما ينسدل من شعرها علم العراق وترتدي ثوبا منقوشا أصفر اللون والأخرى ينسدل من شعرها علم فلسطين وتريدي ثوبا منقوشا أحمر اللون وفي الخلفية نقش الكوفية بلون أحمر وكذلك قبة ذهبية مع عبارة "بغداد عاصمة المرأة العربية" وعبارة "المرأة العراقية تدعم المرأة الفلسطينية في غزة"، والنصوص في الطابع مكتوبة بلون أحمر باهت. |        | 2000 دينار | 3330         |
| 9  | 13 شباط 2024  | طابع ملون تظهر فيه رسم مرأتين أحداهما ينسدل من شعرها علم العراق وترتدي ثوبا منقوشا أخضر اللون والأخرى ينسدل من شعرها علم فلسطين وتريدي ثوبا منقوشا أحمر اللون وفي الخلفية نقش الكوفية بلون أسود مع عبارة "بغداد عاصمة المرأة العربية" وعبارة "المرأة العراقية تدعم المرأة الفلسطينية في غزة"، والنصوص في الطابع مكتوبة بلون أسود.                      |        | 2000 دينار | 3330         |
| 10 | 13 شباط 2024  | طابع ملون تظهر فيه رسم مرأتين أحداهما ينسدل من شعرها علم العراق وترتدي ثوبا منقوشا أصفر اللون والأخرى ينسدل من شعرها علم فلسطين وتريدي ثوبا منقوشا أحمر اللون وفي الخلفية قبة ذهبية مع عبارة "بغداد عاصمة المرأة العربية" وعبارة "المرأة العراقية تدعم المرأة الفلسطينية في غزة"، والنصوص في الطابع مكتوبة بلون أحمر باهت.                             |        | 2000 دينار | 3330         |
| 11 | 13 شباط 2024  | طابع ملون تظهر فيه رسم مرأتين أحداهما ينسدل من شعرها علم العراق وترتدي ثوبا منقوشا أخضر اللون والأخرى ينسدل من شعرها علم فلسطين وتريدي ثوبا منقوشا أحمر اللون مع عبارة "بغداد عاصمة المرأة العربية" وعبارة "المرأة العراقية تدعم المرأة الفلسطينية في غزة"، والنصوص في الطابع مكتوبة بلون أخضر.                                                        |        | 2000 دينار | 3330         |
| 12 | 13 شباط 2024  | طابع ملون تظهر فيه رسم مرأتين أحداهما ينسدل من شعرها علم العراق وترتدي ثوبا منقوشا أخضر اللون والأخرى ينسدل من شعرها علم فلسطين وتريدي ثوبا منقوشا أحمر اللون وفي الخلفية نقش الكوفية بلون أسود وكذلك قبة ذهبية مع عبارة "بغداد عاصمة المرأة العربية" وعبارة "المرأة العراقية تدعم المرأة الفلسطينية في غزة"، والنصوص في الطابع مكتوبة بلون أحمر.      |        | 2000 دينار | 3330         |

أما البطاقة التذكارية فقد جمعت الطوابع الستة في إصدار واحد:
| # | تاريخ الإصدار | الوصف | الصورة | القيمة     | كمية الإصدار |
| - | ------------- | --- | ------ | ---------- | ------------ |
| - | 13 شباط 2024  | بطاقة تحتوي في اليمين شريطا جانبيا يحتوي على رسم مرأتين أحداهما ينسدل من شعرها علم العراق وترتدي ثوبا منقوشا أصفر اللون والأخرى ينسدل من شعرها علم فلسطين وتريدي ثوبا منقوشا أحمر اللون مع صورة قبة ذهبية عبارة "بغداد عاصمة المرأة العربية" وعبارة "المرأة العراقية تدعم المرأة الفلسطينية في غزة"، والنصوص في الطابع مكتوبة بلون أحمر باهت، أما الطوابع الستة فهي موجودة مع قطع أخرى قابلة للفصل تظهر فيها نقش الكوفية بلون بني. |        | 2500 دينار | 3330         |

### إصدارات الإعاقة
أصدر طابعان لمناسبة اليوم العالمي لذوي الاحتياجات الخاصة، وهما من تصميم عاصم محمد ونور الدين اللامي:
| #  | تاريخ الإصدار | الوصف                                                                               | الصورة | القيمة     | كمية الإصدار |
| -- | ------------- | ----------------------------------------------------------------------------------- | ------ | ---------- | ------------ |
| 13 | 15 نيسان 2024 | طابع ملون يظهر فيه شخص يجلس على كرسي متحرك مع صورة شمس مشرقة وعبارة "طابع الإعاقة". |        | 2000 دينار | 5000         |
| 14 | 15 نيسان 2024 | طابع ملون تظهر فيه دائرة صفراء وصورة يد مع حركة بلغة الإشارة وعبارة "الأشخاص الصم". |        | 2000 دينار | 5000         |

### إصدار حكومة الخدمات
أصدرت أربعة طوابع توثق إنجازات حكومة محمد شياع السوداني والتي رفعت شعار "حكومة الخدمات"، والطوابع تصور مراحل إنجاز مجسر الفنون الجميلة في بغداد، وهي من تصميم عاصم محمد:
| #  | تاريخ الإصدار | الوصف | الصورة | القيمة     | كمية الإصدار |
| -- | ------------- | --- | ------ | ---------- | ------------ |
| 15 | 6 حزيران 2024 | طابع بإطار أزرق ورسم بلون رمادي لجسر في بغداد مع عبارة "مجسر الفنون الجميلة 2024" وفي الأسفل تاريخ "20\1\2024" وهو تاريخ افتتاحه. |        | 750 دينارا | 20000        |
| 16 | 6 حزيران 2024 | طابع بإطار أحمر مع عبارة "مجسر الفنون الجميلة 2022" في شريط ذهبي وصورة للمجسر عام 2022.                                           |        | 1000 دينار | 20000        |
| 17 | 6 حزيران 2024 | طابع بإطار أزرق مع عبارة "مجسر الفنون الجميلة 2023" في شريط ذهبي وصورة للمجسر عام 2023.                                           |        | 1250 دينار | 20000        |
| 18 | 6 حزيران 2024 | طابع بإطار أخضر مع عبارة "مجسر الفنون الجميلة 2024" في شريط ذهبي وصورة للمجسر عام 2024.                                           |        | 1500 دينار | 20000        |

وقد جمعت الطوابع الأربعة في إصدار واحد:
| # | تاريخ الإصدار | الوصف | الصورة | القيمة | كمية الإصدار |
| - | ------------- | --- | ------ | ------ | ------------ |
| - | 6 حزيران 2024 | بطاقة بإطار أخضر زيتوني ومعه نقوش وفي الوسط تسع قطع مقسمة على ثلاثة صفوف، الصف الأول من اليمين يظهر شعار وعبارة بريد العراق، أما الوسط فتظهر عبارة "حكومة الخدمات 2022-2025"، أما من اليسار فيظهر شعار وعبارة "دائرة الطرق والجسور"، أما في الصف الأوسط فتظهر عبارة "برئاسة رئيس مجلس الوزراء، ثم في الوسط الطابع الذي أصدر بقيمة 750 دينارا، وإلى اليسار عبارة "محمد شياع السوداني"، أما الصف الأسفل فتظهر الطوابع الثلاثة المتبقية من الإصدار. |        |        |              |

### إصدارات الاتحاد العالمي للبريد
أصدر طابعان لمناسبة الذكرى المائة والخمسين لتأسيس الاتحاد العالمي للبريد ضمن إصدار مشترك:
| #  | تاريخ الإصدار      | الوصف | الصورة | القيمة     | كمية الإصدار |
| -- | ------------------ | --- | ------ | ---------- | ------------ |
| 19 | 4 كانون الأول 2024 | طابع صور مكتب بريد ودراجة هوائية مع خلفية بألوان بنفسجي وأزرق ووردي وعبارة "150 عاما على الاتحاد العالمي للبريد" باللغة العربية.    |        | 2000 دينار | 16650        |
| 20 | 4 كانون الأول 2024 | طابع صور مكتب بريد ودراجة هوائية مع خلفية بألوان بنفسجي وأزرق ووردي وعبارة "150 عاما على الاتحاد العالمي للبريد" باللغة الإنجليزية. |        | 2000 دينار | 13320        |

كذلك أصدرت الأمم المتحدة إصدرات لذات المناسبة، ومن البلدان الأخرى التي أصدر طوابع في نفس المناسبة الجزائر وأندورا (إصدار فرنسيو إصدار إسباني) وأرمينيا وروسيا البيضاء وبنغلاديش والبوسنة والهرسك (إصدار بالبوسنية وإصدار بالصربية) والبرازيل والصين وكرواتيا وقبرص وجمهورية الدومنكان واليونان وغيرنزي والهند وإندونيسيا وساحل العاج والأردن ولاتفيا ولتوانيا وموريشيوس ومولدوفا وميانمار والباراغواي وبيرو ورومانيا وسريلانكا تايلاند وتركمانستان والإمارات العربية المتحدة وأذربيجان وبوروندي وإفر يقيا الوسطى وجيبوتي وجورجيا وغينيا وغينيا بيساو وليبيريا ومالي وموناكو ومونغوليا وسيراليون وتوغو ومصر وفرنسا وهونغ كونغ وهنغاريا وجزيرة الرجل واليابان وقيرغيزستان ولوكسمبورغ وماكاو وماليزيا والمغرب وباكستان والبرتغال وسان مارينو والمملكة العربية السعودية وسنغافورة وإسبانيا وسلوفينيا وسوريا وتونس وتركيا والأوروغواي وأوزبكستان وفيتنام وبلجيكا وصربيا وأستراليا والنمسا وبروناي دار السلام وبلغاريا وجمهورية التشيك وبولينيزيا الفرنسية وألمانيا ومقدونيا الشمالية والجبل الأسود وقطر وروسيا وسلوفاكيا وسويسرا وطاجيكستان والفاتيكان وجزر واليس وفوتونا وهولندا وإيطاليا وكمبوديا وغواتيمالا وكازاخستان وليبيا ونيجيريا وأوكرانيا ومالطا وبوتسوانا ولختنشتاين وجزر سيشل:

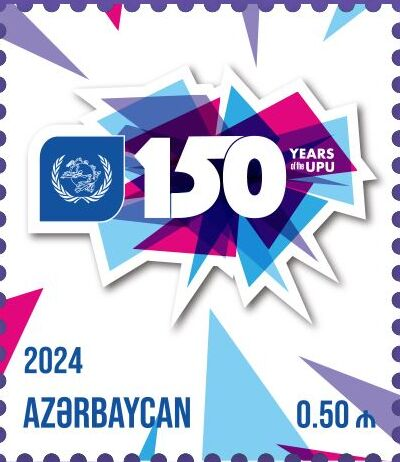
طابع من أذربيجان
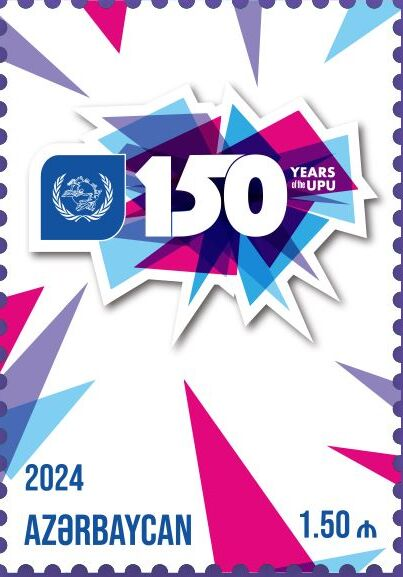
طابع من أذربيجان
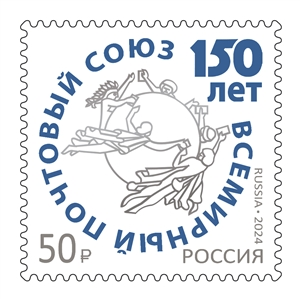
طابع من روسيا
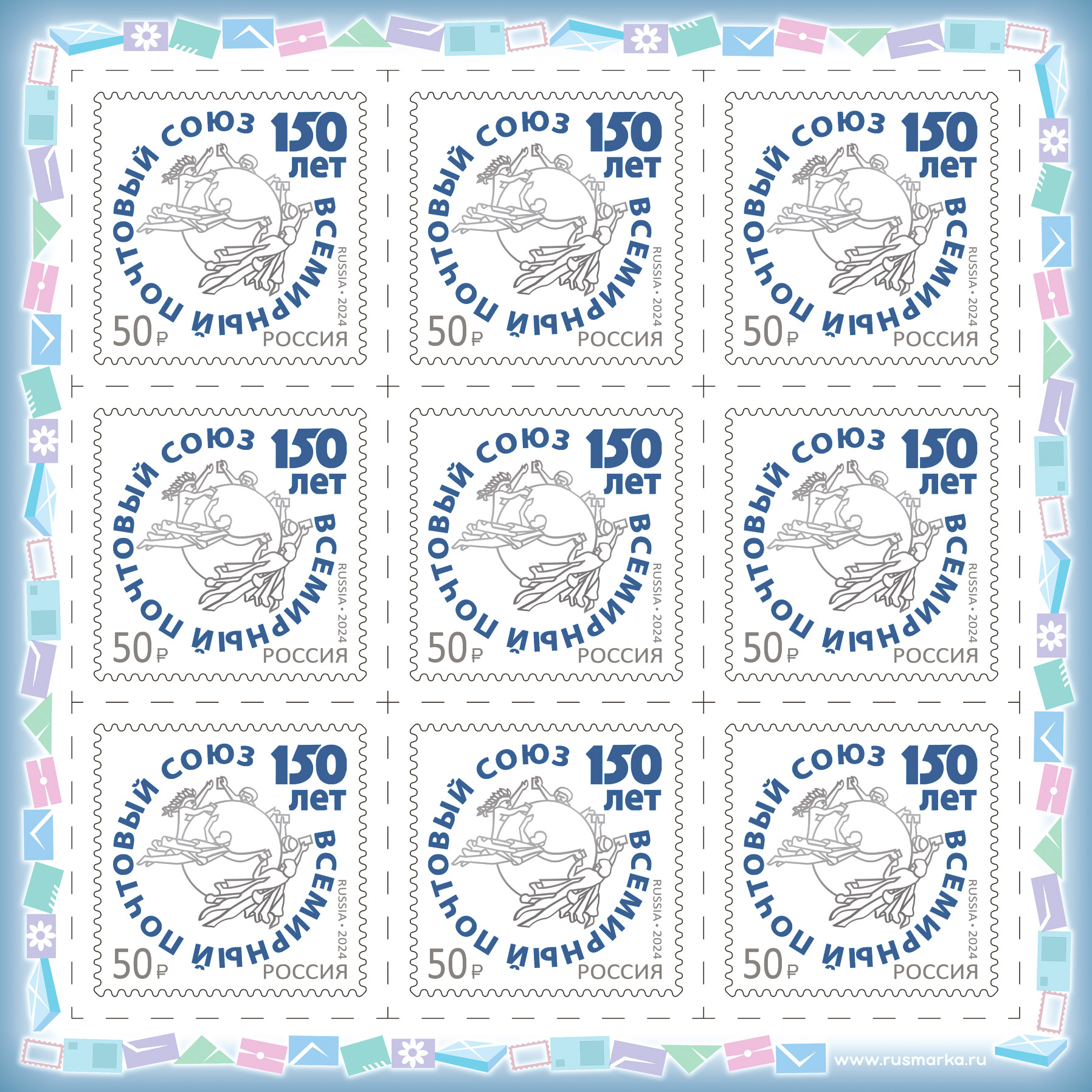
صحيفة طوابع من روسيا

### إصدار المولد النبوي
| #  | تاريخ الإصدار      | الوصف | الصورة | القيمة     | كمية الإصدار |
| -- | ------------------ | --- | ------ | ---------- | ------------ |
| 21 | 4 كانون الأول 2024 | طابع يغلب عليه اللون الأخضر يحتوي على صورة للقبة الخضراء داخل زخرفة وعليها اسم النبي محمد بخط الثلث، ومكتوب عليه عبارة "ذكرى ولادة الرسول الأعظم". |        | 1250 دينار | 20000        |

أما البطاقة التذكارية:
| # | تاريخ الإصدار      | الوصف | الصورة | القيمة     | كمية الإصدار |
| - | ------------------ | --- | ------ | ---------- | ------------ |
| - | 4 كانون الأول 2024 | بطاقة تذكارية يغلب عليها اللون الأبيض تحتوي على صورة للقبة الخضراء داخل زخرفة، ومكتوب عليها عبارة "ذكرى ولادة الرسول الأعظم". |        | 1250 دينار | 1000         |

## إصدارات 2025
هذه قائمة بالإصدارات التي أعلن عنها أو التي أصدرت خلال هذا العام:

### إصدار نجلة عماد
أصدر طابع واحد بالبطلة البارالمبية نجلة عماد:
| # | تاريخ الإصدار | الوصف | الصورة | القيمة     | كمية الإصدار |
| - | ------------- | --- | ------ | ---------- | ------------ |
| 1 | 1 شباط 2025   | طابع ملون تظهر فيه صورة نجلة عماد حاملة مضربها ومرتدية ميداليتها الذهبية التي فازت بها في دورة الألعاب البارالمبية الصيفية في باريس عام 2024. |        | 1500 دينار |              |

### إصدار البريد والاتصالات
أصدر طابع واحد وبطاقة تذكارية واحدة بمناسبة مرور 100 عام على البريد والاتصالات العراقية. أعلن عن هذا الإصدار خلال كانون الأول 2024، لكنه ظهر على وسائل التواصل الاجتماعي خلال شهر كانون الثاني 2025 تسريبات بعض نسخه وأن غلاف أول يوم هو 23 شباط 2025:
| # | تاريخ الإصدار | الوصف | الصورة | القيمة     | كمية الإصدار |
| - | ------------- | --- | ------ | ---------- | ------------ |
| 1 | 23 شباط 2025  | طابع ملون يغلب عليه اللون الأزرق، ويحمل الطابع صورة برج اتصالات المأمون في بغداد مع صور هواتف قديمة ومعاصرة. |        | 2000 دينار |              |

أما البطاقة التذكارية:
| # | تاريخ الإصدار | الوصف                                                                                                  | الصورة | القيمة     | كمية الإصدار |
| - | ------------- | --- | ------ | ---------- | ------------ |
| - | 23 شباط 2025  | بطاقة تذكارية بإطار أصفر باهت، تظهر فيها صورة برج اتصالات المأمون في بغداد مع صور وسائل اتصالات مختلفة |        | 2500 دينار |              |

### إصدار وزارة الخارجية
أعلن في كانون الأول 2024 عن إصدار ثلاثة طوابع بريدية بمناسبة مرور 100 عام على تأسيس وزارة الخارجية العراقية، ومن المتوقع أن يكون متوفرا خلال الأشهر الأولى من عام 2025:
| # | تاريخ الإصدار | الوصف | الصورة | القيمة     | كمية الإصدار |
| - | ------------- | --- | ------ | ---------- | ------------ |
| ؟ | 2025          | طابع ملون بحاشية زرقاء، سيصدر بمناسبة مرور 100 عام على تأسيس وزارة الخارجية العراقية يحمل صورة ملونة لمبنى وزارة الخارجية الحالي في منطقة العلاوي، مع عبارة "مرور مئة عام على تأسيس وزارة الخارجية العراقية" وشعار للمناسبة.                         |        | 2000 دينار |              |
| ؟ | 2025          | طابع ملون بمناسبة مرور 100 عام على تأسيس وزارة الخارجية العراقية يحمل صورة بالأسود والأبيض لمبنى وزارة الخارجية السابق والذي يشغله حاليا ديوان الوقف الشيعي في باب المعظم، مع عبارة "مرور مئة عام على تأسيس وزارة الخارجية العراقية" وشعار للمناسبة. |        | 2000 دينار |              |
| ؟ | 2025          | طابع تظهر فيه صورة محمد فاضل الجمالي باللونين الأسود والأبيض. |        | 2000 دينار |              |